# Total Recall (2012)
Total Recall ist ein US-amerikanischer Spielfilm, der am 2. August 2012 erstmals in verschiedenen Staaten in den Kinos zu sehen war. Im Produktionsland erschien der Film am 3. August 2012, in Deutschland am 23. August 2012. Der Science-Fiction-Film basiert auf der Kurzgeschichte Erinnerungen en gros von Philip K. Dick und ist eine Neuverfilmung des 1990 erschienenen Films Die totale Erinnerung – Total Recall. In der Hauptrolle des Douglas Quaid ist Colin Farrell zu sehen. Regie führte Len Wiseman.

## Handlung
Im Jahr 2084, nach einem mit Chemiewaffen geführten Weltkrieg, sind nur noch zwei Länder bewohnbar: Großbritannien als United Federation of Britain (UFB) und Australien, das „die Kolonie“ genannt und weitgehend von Britannien beherrscht und diskriminiert wird. Der Rest der Erde ist verseucht. Mit „The Fall“, einer großen Freifallkapsel (Gravitationstunnel), die durch den Erdkern fällt und so zwischen der UFB und der Kolonie verkehrt, pendeln zahlreiche Einwohner der Kolonie täglich nach Britannien, um in den dortigen Fabriken meist niedere Arbeiten zu verrichten. Beide Gebiete sind überbevölkert, bewohnbare Flächen sind extrem kostbar und knapp.
In der Kolonie lebt der verheiratete Douglas Quaid ein karges Leben als pendelnder Fabrikarbeiter. Seine Frau arbeitet als Rettungssanitäterin und hat aufgrund vermehrter Terroranschläge einer Widerstandsbewegung aus der Kolonie an vielen Noteinsätzen teilgenommen. Nachts durchlebt er dramatische Träume, in denen er als eine Art Geheimagent mit einer unbekannten Frau an seiner Seite in nervenaufreibende Kämpfe und Verfolgungsjagden verwickelt ist. Seiner Frau berichtet er davon, ohne die andere Frau zu erwähnen.
Fasziniert von der Idee, seine Träume in echte Erinnerungen verwandeln zu können, will Douglas mit einem von der Firma REKALL angebotenen „Mind-Trip“ seinem öden Alltag entfliehen. Die Firma pflanzt ihren Kunden angenehme, jedoch falsche Erinnerungen ins Gehirn, die von echten Erinnerungen nicht zu unterscheiden sind. REKALL-Mitarbeiter McClane macht Douglas einige Vorschläge für falsche Erinnerungen und Douglas entscheidet sich für das spannende Leben eines Geheimagenten.
Da sich neue Erinnerungen nicht mit eventuellen realen Erinnerungen überschneiden dürfen, lässt McClane Douglas vorab testen, was zunächst ergebnislos verläuft. Doch kaum ist die chemische Übertragung gestartet, finden die Sensoren doch noch Erinnerungen an eine Agententätigkeit. Der wütende McClane bricht den Prozess ab und beschuldigt den ahnungslosen Douglas. Plötzlich anrückende Sicherheitskräfte erschießen das gesamte Team und wollen Douglas festnehmen. Doch der schaltet die Angreifer mit ungeahnten Nahkampffähigkeiten aus und entkommt.
Er kehrt nach Hause zu seiner Frau Lori zurück und erzählt ihr von dem Vorfall. Sie versucht ihm einzureden, dass seine Erinnerung an den Vorfall eine von REKALL erzeugte künstliche Erinnerung sei, und gibt vor, ihn trösten zu wollen. Als sie ihn umarmt, versucht sie jedoch, ihn zu erwürgen. Beim darauf folgenden Kampf unterliegt Lori und gibt schließlich preis, dass sie nicht seine Frau (und auch keine Rettungssanitäterin) ist, sondern in Wahrheit eine Undercover-Agentin der Sicherheitskräfte Britanniens, die ihn seit sechs Wochen als seine „Ehefrau“ beschattet. Die Erinnerungen an die vergangenen sieben Ehejahre mit ihr wurden Douglas künstlich eingepflanzt. Douglas war kein einfacher Arbeiter, sondern ein bedeutender Agent der Widerstandsbewegung, dessen Gedächtnis nach seiner Gefangennahme weitgehend gelöscht und dem eine neue Identität suggeriert wurde.
Douglas flieht. Über ein unter die Haut implantiertes Mobiltelefon in seiner Hand meldet sich Hammond, der sich als sein früherer Mitstreiter aus dem Widerstand vorstellt. Auf Anraten Hammonds schneidet Douglas sich das Telefon aus der Hand, um der Polizeiortung zu entgehen, und er geht Hammonds Hinweis nach, in einem Schließfach nach etwas Wichtigem zu suchen. Es handelt sich um Bargeld, Pässe und eine aufgezeichnete Nachricht von seinem früheren Selbst, die ihn in eine luxuriöse Wohnung in Britannien führt. Auf dem Weg dorthin trifft Douglas auf Melina, die Frau aus seinen Träumen, woran er erkennt, dass sie echte Erinnerungen sind. Melina wird bei einer Verfolgungsjagd verletzt, erholt sich aber bald wieder.
In der Wohnung gelangt Douglas durch Spielen auf einem Flügel an eine weitere Nachricht, die in einer Taste des Flügels elektronisch gespeichert ist. Sein früheres Selbst teilt ihm mit, dass er früher Carl Hauser war, ein hochqualifizierter Agent, der ursprünglich für den skrupellosen britischen Kanzler Vilos Cohaagen arbeitete, bei einem Einsatz in der Kolonie jedoch aus Liebe zu Melina die Seiten wechselte. Melina und Hauser wurden bei einer Verfolgungsjagd getrennt und Hauser von Britanniens Sicherheitskräften gefangen genommen, danach wurde ihm eine neue Identität suggeriert. Weiterhin erfährt er, dass Cohaagen plant, mit seiner Polizeiroboter-Armee die Kolonie anzugreifen und ihre Bewohner zu töten, um Platz für Einwohner des überbevölkerten Britanniens zu schaffen. Der Kanzler ließ Terroranschläge als „False flag“-Operationen verüben, um sie Widerstandsgruppen aus der Kolonie anzulasten und damit das Aufrüsten seiner Truppen und schließlich die Invasion zu rechtfertigen, Hauser soll jedoch einen Code gesehen haben, mit dem die Roboter-Truppen Cohaagens gestoppt werden können. Der Code sei immer noch in Douglas’ Gedächtnis und könne mithilfe des Rebellenführers Matthias wieder abgerufen werden.
Als Douglas und Melina in der Wohnung von Sicherheitskräften gestellt werden, versucht ein ehemaliger Arbeitskollege, Douglas zu überzeugen, dass er sich immer noch in einer von REKALL suggerierten künstlichen Realität befinde und dort im Stuhl liege. Melina zu töten sei der einzige Weg, daraus zu entkommen. Douglas ist beinahe überzeugt, bis er eine Träne in Melinas Auge sieht; dies ist für ihn entscheidend, die Situation als real einzuschätzen und den Arbeitskollegen zu töten. Lori hat die Situation beobachtet. Während sie sich anfänglich noch als vorgebliche Ehefrau trösten lässt, ergreift sie nach dem Tod des Kollegen eine Waffe und verfolgt Douglas weiter.
Douglas und Melina reisen in das Hauptquartier des Widerstands in einem durch Chemiewaffen verseuchten Gebiet, und Matthias versucht, an den Code in Douglas’ Erinnerung zu gelangen. Es stellt sich aber heraus, dass der Zugriffsversuch auf Douglas’ Erinnerung nur ein Trick von Britanniens Agenten gewesen ist, die Widerstandszentrale ausfindig zu machen. Cohaagen und seine Truppen rücken an, töten Matthias und nehmen Douglas und Melina gefangen. Cohaagen plant, Douglas’ Erinnerungen erneut umzuprogrammieren und ihn wieder zu dem alten, loyalen Agenten Hauser zu machen. Als diese Prozedur beginnen soll, kann Douglas mit Hilfe von Hammond entkommen, der jedoch bei der Befreiung umkommt. Douglas setzt Zeitzünderbomben in den Transporter von „The Fall“, in den die UFB-Truppen verladen werden. Er rettet Melina, doch beide werden von Polizeirobotern gestellt. Während der Schwerelosigkeitsphase im Erdkern können sie sich befreien. Am Kolonie-Terminal von „The Fall“ kommt es zum dramatischen Finalkampf der beiden mit Cohaagen und seinen Truppen, wobei Cohaagen umkommt und „The Fall“ von den Zeitzünderbomben zerstört wird, sodass die Invasion verhindert wird.
Douglas wird dabei verletzt, verliert das Bewusstsein und wacht in einem Krankenwagen auf. Er wird von Melina begrüßt, bemerkt jedoch, dass die Narbe an ihrer Hand fehlt, die von einer früheren Schussverletzung stammt und erkennt, dass er in Wirklichkeit die maskierte Lori vor sich hat, die er nach einem kurzen Kampf töten kann. Die echte Melina erscheint und die beiden sind wieder vereint. Die Truppen der Kolonie haben das Land unter Kontrolle, Australien ist frei und Nachrichtensender berichten, dass nun ein neues Kapitel der Weltgeschichte beginne. In der letzten Einstellung schaut Hauser auf den REKALL-Werbespot an einer Werbewand und küsst Melina.
In der Extended Version blickt er am Ende auf seine eigene Armbeuge und erkennt, dass dort die Tätowierung fehlt, die REKALL zu Beginn seiner Implantation aufgebracht hat. Es bleibt somit offen, ob Douglas nur eine künstliche Erinnerung als Agent erlebt hat, oder ob alles wirklich passiert ist.

## Produktion
Der Film hatte ein Budget von 125 Millionen US-Dollar (endgültige Kosten 138 Millionen) und wird von Columbia Pictures vermarktet. Gedreht wurde vom 16. Mai 2011 bis zum 20. September 2011 in Toronto und Guelph.

## Kritiken
Der Film erhielt eher negative Kritiken und erreichte bei Rotten Tomatoes eine Wertung von nur 30 %, basierend auf 209 Kritiken. Der Kritikerkonsens lautete: „Während er einige beeindruckende Action-Sequenzen bietet, fehlt Total Recall die verzwickte Handlung, der ironische Humor und die ausgearbeiteten Figuren, die das Original zum Sci-Fi-Klassiker machten.“ Metacritic ermittelte einen Metascore von 43 von 100.
Das Lexikon des internationalen Films urteilte: „Der Science-Fiction-Film nach einer Erzählung von Philip K. Dick ersetzt Verhoevens ‚trashige‘ Ästhetik und den bösen Humor durch einen düster-futuristischen Look im Stil von Genreklassikern wie ‚Blade Runner‘. Angesichts des (in der Kinofassung) pausenlosen Action-Marathons, der an die Level-Dramaturgie von Computerspielen erinnert, kann sich die Psychothriller-Komponente des Stoffs zu wenig entfalten.“
Roger Ebert bezeichnete den Film als „well-crafted, high energy sci-fi“. Er sei jedoch durch den Film nicht so emotional berührt worden wie durch das Original; letztlich sei die Neuverfilmung überflüssig.
Andreas Borcholte bezeichnet den Film als so „geistlos, dass man sich sogar nach Schauspielniete Schwarzenegger aus dem Original sehnt.“ Farrell und die anderen Schauspieler erscheinen „eindimensional“.

## Einspielergebnis
Der Film setzte in den Vereinigten Staaten am Startwochenende rund 25,5 Millionen US-Dollar um. Weltweit spielte der Film Stand November 2012 etwa 196 Millionen US-Dollar ein.

## Auszeichnungen
Bei der Verleihung der Goldenen Himbeere 2013 war Jessica Biel in der Kategorie „Schlechteste Nebendarstellerin“ nominiert.

## Extended Director’s Cut
Im Jahr 2012 wurde ein Extended Director’s Cut mit einer Laufzeit 130 Minuten sowie einer höheren FSK-Freigabe von 16 Jahren auf DVD und Blu-ray Disc veröffentlicht.